# Kołodziąż (powiat węgrowski)
Kołodziąż – wieś w Polsce położona w województwie mazowieckim, w powiecie węgrowskim, w gminie Sadowne. Ma status sołectwa.
| SIMC    | Nazwa    | Rodzaj    |
| ------- | -------- | --------- |
| 0685831 | Mleczaki | część wsi |

Prywatna wieś duchowna Kołodziądz położona była w drugiej połowie XVI wieku w powiecie kamienieckim ziemi nurskiej województwa mazowieckiego, dobra wspólne kapituły kolegiackiej św. Jana Chrzciciela w Warszawie. W latach 1954–1968 wieś należała i była siedzibą władz gromady Kołodziąż, po jej zniesieniu w gromadzie Sadowne. W latach 1975–1998 miejscowość należała administracyjnie do województwa siedleckiego.
Jest to miejsce urodzenia jednego ze 108 błogosławionych męczenników II wojny światowej – Edwarda Grzymały.
Wierni kościoła rzymskokatolickiego należą do parafii św. Jana Chrzciciela w Sadownem.